# Foire internationale de New York 1964-1965
La Foire internationale de New York 1964-1965 est une exposition universelle sur le thème de « La paix à travers la compréhension ». Elle se déroule dans le parc de Flushing Meadows-Corona Park dans le quartier de Flushing, et l'Unisphere qui en est la principale attraction est aujourd'hui le symbole non officiel de l'arrondissement du Queens. Hormis ses bâtiments iconiques, elle est célèbre pour les quatre attractions conçues par Walt Disney Imagineering (alors WED Enterprises).

## Attractions
Pour se déplacer dans la Foire, divers modes de transport sont proposés : métro flambant neuf, hélicoptère, monorail.
Présentées à cette Foire internationale les nouveautés futuristes de l'année, par exemple des téléphones à touche, où chaque touche émet un bruit différent, ou encore des visio-téléphones permettant de voir son interlocuteur et d'être vu tout en lui parlant. Bien d'autres inventions du futur sont proposées, mais il semble, de notre point de vue 50 ans plus tard, que les scientifiques de l'époque avaient une imagination débordante par rapport aux inventions qui ont vu le jour depuis. Ils pensaient bien au delà de ce que l'on pourrait retrouver dans la décennie 2000. La technologie des années 2010 est bien loin de ce que pouvait s'imaginer en 1964 le visiteur de cette Foire internationale de New York.

### Participation de Disney
Avant l'ouverture de l'Exposition, la société WED Entreprises ayant conçu et construit le parc Disneyland a été sollicitée pour développer des attractions pour la manifestation. Ford, General Electric ou encore PepsiCo présentent chacun une attraction géante. Les trois pavillons sont réalisés par Walt Disney Imagineering, et leur contenu reconstruit à Disneyland par la suite. Le 17 mai 1964, trois semaines après l'ouverture de la foire, l'émission Walt Disney's Wonderful World of Color sur NBC présente les réalisations de WED Entreprises.
Ford propose un voyage dans le temps aux origines de la Terre intitulé Magic Skyway. À bord de voitures décapotables guidées sur un rail, le visiteur peut observer les premiers animaux de la Terre, les dinosaures, sous la forme de robots animés, puis les premiers humains et les premières inventions de l'homme. La séquence des dinosaures nommée Primeval World est déménagée après la fermeture de la foire à Disneyland, au sein de l'attraction Disneyland Railroad à la suite du Grand Canyon Diorama.

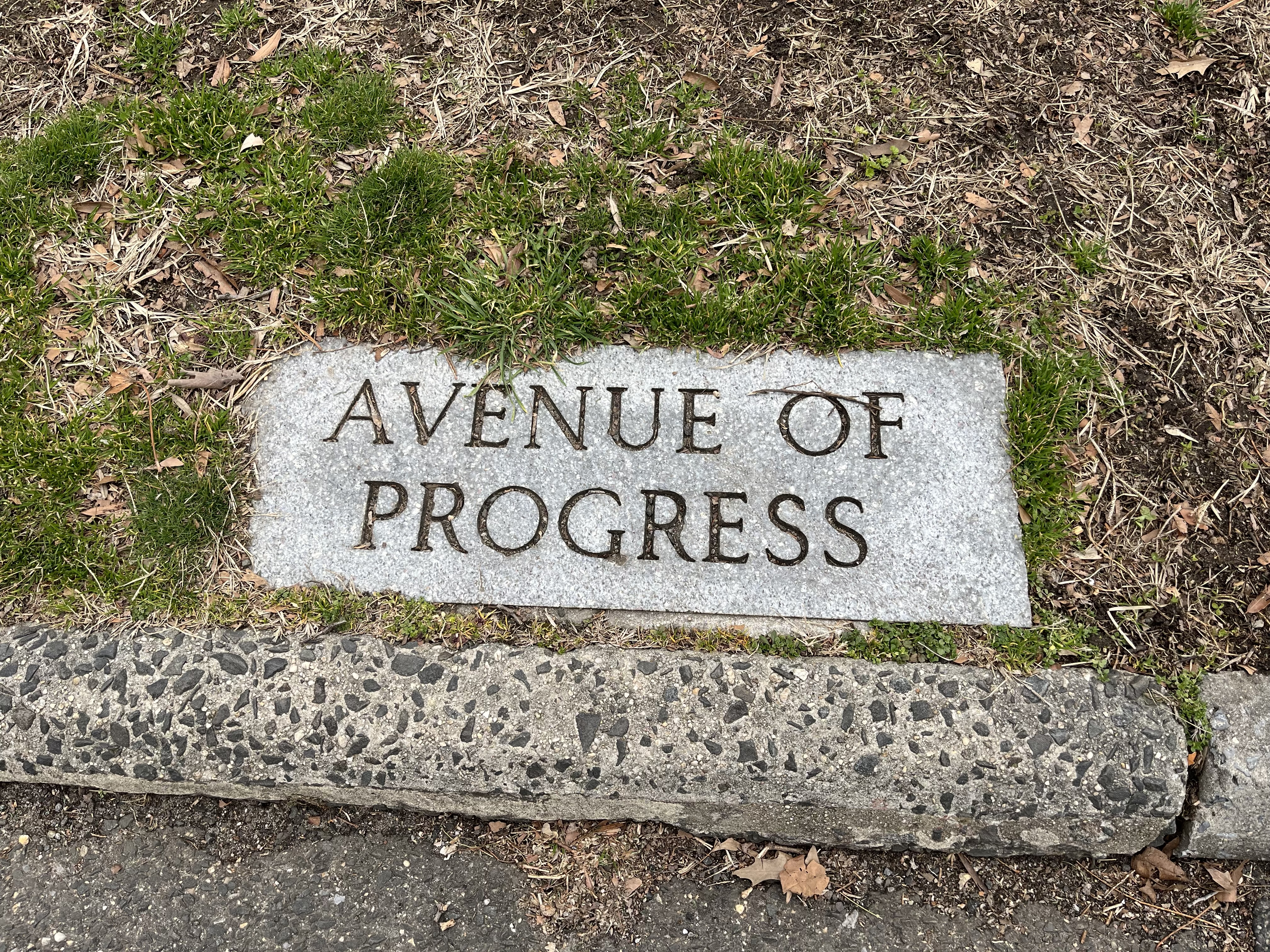
Plaque sur l'ancienne Avenue of Progress, vestige de la Foire Internationale 1964-1965, Flushing Meadows Corona Park

General Electric propose au contraire un voyage dans le futur intitulé le Carousel of Progress : la manière dont l'on se déplacerait sur la Lune ; les cités sous-marines que nous allons créer ; les fermes du futur dans lesquelles tout se dirige en appuyant sur des boutons à partir d'un bureau surélevé au-dessus des terres ; les autoroutes qui s'illuminent d'une couleur différente en fonction de la destination, les régulateurs de vitesse qui adaptent automatiquement la vitesse de la voiture ; ou encore les appartements surélevés « sans voisin » dont disposeront bientôt les grandes villes.
PepsiCo, qui sponsorise le pavillon de l'UNICEF avec l'attraction It's a Small World, invite les visiteurs à croisière en petits bateaux au milieu d'audio-animatronics prenant la forme de poupées ou d'animaux représentant toutes les nationalités et chantant un hymne à la fraternité universelle.
Les équipes de Disney n'ont eu que neuf mois pour concevoir et réaliser l'attraction.